# Rapa das bestas

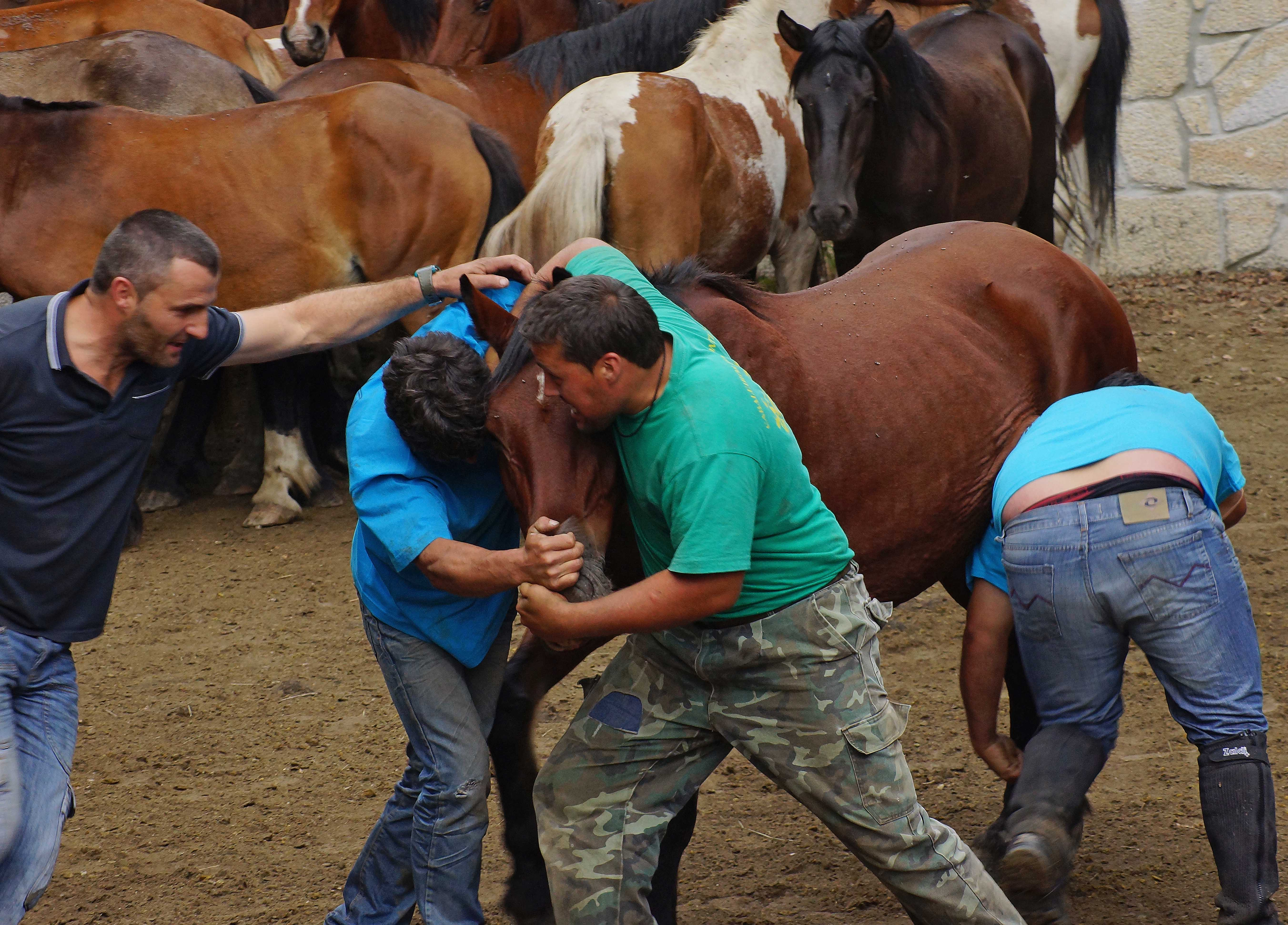
L’événement de 2012 à Pontevedra.

La Rapa das Bestas est une tradition de Galice consistant à rassembler les chevaux semi-sauvages qui errent dans les montagnes pour leur couper les crins et leur apporter des soins si nécessaire. Le verbe galicien rapar veut dire raser, qui donne le substantif rapa, rasage pour la coupe des crins. 
Les chevaux concernés sont essentiellement des  poneys galiciens qui ne sont plus de pure race, les éleveurs ayant introduit d'autres étalons pour obtenir un cheval plus propice à la production de viande. Le poney autochtone fait l'objet depuis la dernière décennie du XXe siècle d'un programme de récupération de la race. Les poneys de pure race, même lorsqu'ils sont élevés en semi-liberté, ne participent pas aux curros, car ils ne peuvent être marqués au fer, ni subir aucune maltraitance. Cette tradition est critiquée par les défenseurs des animaux pour sa cruauté.

## La tradition

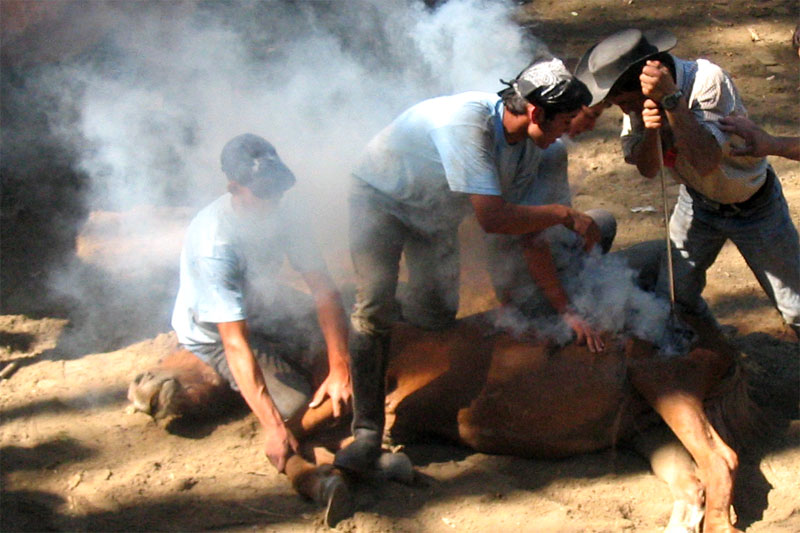
Illustration de la fin de l'opération à la suite d'une immobilisation : un marquage.

La rapa das bestas est une fête typiquement galicienne.
Chaque été, les hommes de certains villages se réunissent et partent dans la montagne pour rassembler les chevaux et les conduire vers un enclos, le curro. À cet endroit, les crins des chevaux sont coupés, les poulains marqués, et on soigne les animaux malades ou blessés. On assiste à des combats d'étalons.
La rapa das bestas donne lieu ensuite à une grande fête de village avec barbecues, bal et repas collectif. On en profite aussi pour vendre ou acheter les chevaux.

## Larapa das bestasde Sabucedo

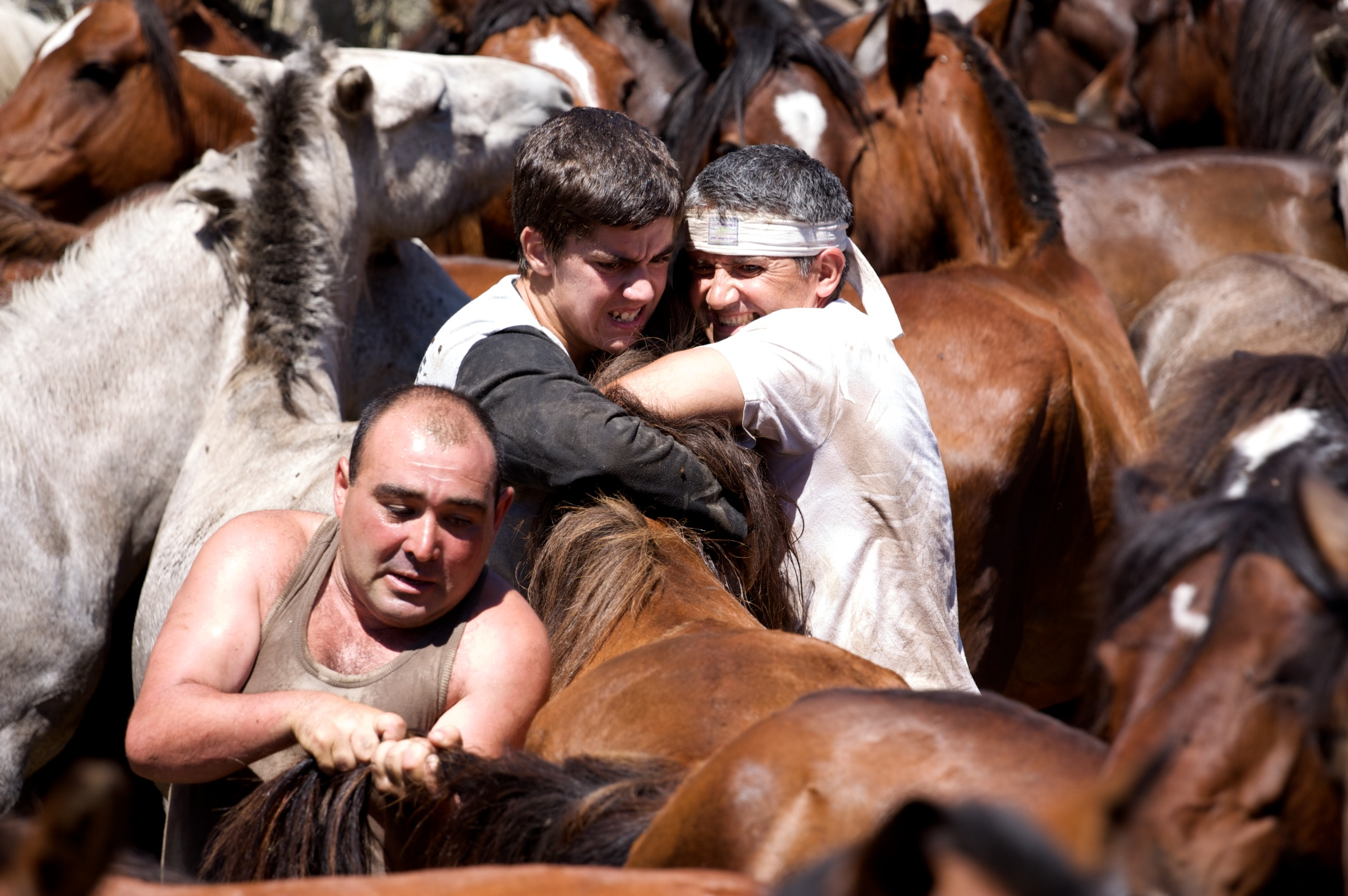
Une immobilisation avant de mettre l'animal à terre

La rapa das bestas de Sabucedo (es), sur le territoire de la commune A Estrada, est classée en Espagne depuis 1963 fête touristique d'intérêt international. La tradition dans cette commune remonterait au XVIe siècle, c'est l'une des plus connues de Galice et elle entretient le rite initiatique. À Sabucedo  les lutteurs qui doivent immobiliser le cheval n'ont droit à aucun instrument, ils doivent agir uniquement à mains nues, avec la force de leurs bras et leur habileté, par groupes de trois. Si les touristes peuvent accompagner la descente des bêtes de la montagne, seuls les hommes initiés depuis leur enfance et ayant acquis le savoir-faire nécessaire peuvent affronter les chevaux. « Su valor sólo era comparable al de los aloitadores de Sabucedo », Camilo José Cela in Mazurca para dos muertos. (« Son courage n'avait d'égal que celui des lutteurs de Sabucedo », Mazurka pour deux morts).

## Dans la culture populaire
Cette tradition donne son titre à la série télévisée espagnole Rapa.